# Die weiße und die schwarze Braut
Die weiße und die schwarze Braut ist ein Märchen (ATU 403). Es steht in den Kinder- und Hausmärchen der Brüder Grimm an Stelle 135 (KHM 135). Bis zur 2. Auflage lautete der Titel Die weiße und schwarze Braut.

## Inhalt

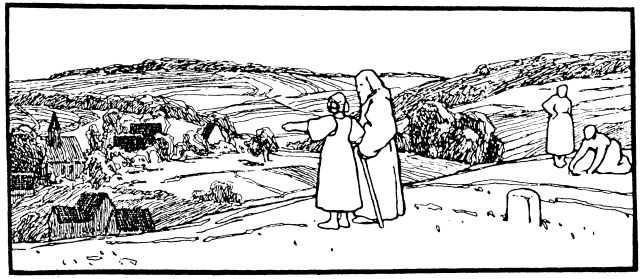
Illustration von Otto Ubbelohde, 1909

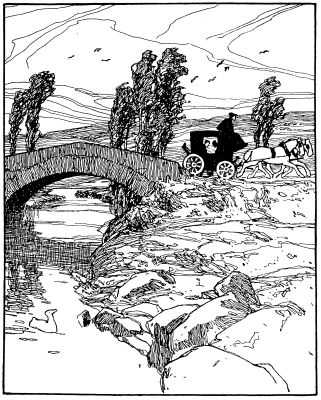
Illustration von Otto Ubbelohde, 1909

Eine Frau mit Tochter und Stieftochter begegnet dem lieben Gott in Gestalt eines armen Mannes, der sie nach dem Weg fragt. Mutter und Tochter sind unhöflich, aber die Stieftochter zeigt ihm den Weg, so dass er die ersteren verflucht, dass sie schwarz und hässlich werden, der letzteren aber drei Wünsche freistellt. Sie wünscht sich Schönheit wie die Sonne, einen Geldbeutel, der nie leer wird, und das ewige Himmelreich. Als die anderen beiden es bemerken, hassen sie sie.
Der Bruder der Stieftochter namens Reginer malt ein Bild von seiner Schwester. Der König, dem gerade seine Frau gestorben ist, hört von dem Bild in Reginers Stube, der bei ihm Kutscher ist, und will sie heiraten.
Auf der Kutschfahrt zum Schloss trübt die Stiefmutter Reginer die Augen und der Stieftochter die Ohren. Als Reginer sich an seine Schwester wendet, versteht sie ihn nicht, und die Stiefmutter lässt sie das güldene Kleid, dann die Haube der falschen Tochter geben, dann sich aus dem Wagen lehnen, und sie stoßen sie in den Fluss. Der König ist böse über die Hässlichkeit seiner Braut und lässt Reginer in eine Grube mit Ottern und Schlangen werfen, aber die Hexe macht, dass er ihre Tochter doch heiratet. Die rechte Braut kommt dreimal abends vor dem Küchenjungen als sprechende Ente die Gosse heraufgeschwommen, als die falsche gerade dem König auf dem Schoß sitzt. Nach dem dritten Mal erzählt es der Küchenjunge dem König. Der schlägt mit dem Schwert der Ente den Kopf ab. Da steht die wahre Braut vor ihm. Sie erzählt ihm alles und lässt ihn den Bruder befreien. Der König lässt die Stiefmutter unwissentlich ihr eigenes Urteil sprechen, wonach sie und ihre Tochter in einem Fass mit Nägeln von einem Pferd davongeschleift werden.

## Vergleiche

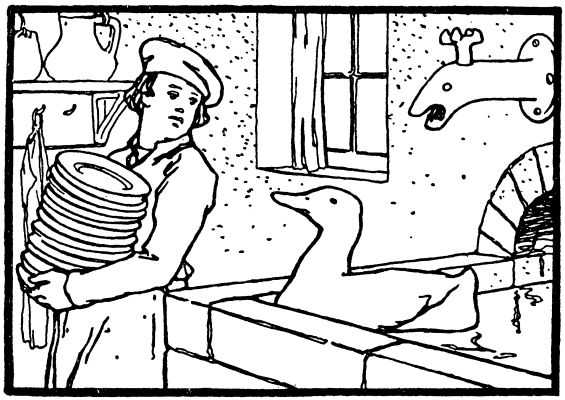
Illustration von Otto Ubbelohde, 1909

Brüder Grimm: KHM 11 Brüderchen und Schwesterchen, KHM 13 Die drei Männlein im Walde, KHM 24 Frau Holle, KHM 89 Die Gänsemagd, KHM 201 Der heilige Joseph im Walde. Zum Enthaupten des Tieres auch KHM 6 Der treue Johannes, KHM 57 Der goldene Vogel. Giambattista Basiles Pentameron: II,9 Der Riegel, IV,7 Die beiden kleinen Kuchen, V,9 Die drei Zitronen. Ludwig Bechsteins Deutsches Märchenbuch: Zitterinchen.

## Herkunft
Grimms Anmerkung notiert „Aus dem Meklenburgischen und Paderbörnischen“ (vielleicht Hans Rudolf Schröter und Familie von Haxthausen). In ersterem wird der Bruder getötet und im Pferdestall begraben. Abends singt die Ente „macht auf die Thür, daß ich mich wärme. / mein Bruder liegt unter den Pferden begraben. / hauet den Kopf der Ente ab!“ Das geschieht, und der Bruder wird bestattet, vgl. KHM 28 Der singende Knochen. Den Pferdestall bringen sie mit Pferd Falada in KHM 89 Die Gänsemagd in Verbindung und mit dem Kutscher Reginer in obiger Fassung, der wohl ursprünglich auch Stallmeister sei. In Sagen der böhmischen Vorzeit, Prag 1808 zerbricht die Hexe das Kutschenfenster, so dass die luft- und lichtempfindliche Schöne zu einer goldenen Ente wird. So auch bei Gerle. Sie vergleichen weiter Aulnoys Rosette, Blanchebelle in les illustres fées, Marie de France’ Lai Die Esche, finnisch bei Dr. Bertram Das Mädchen aus dem Meer, im Pentameron 4,7 Die beiden kleinen Kuchen, KHM 89 Die Gänsemagd, eine Fabel von Königin Berta, die den Schwarz-Weiß-Gegensatz schon namentlich ausdrückt (die weiße, biort), die nordische Schwanhild, eine altdeutsche Erzählung von einem weißen und schwarzen Dieterich, ein Volkslied bei Geyer und Afzelius 1, 81 mit einer weißen und einer schwarzen Tochter. Dass die ertränkte als schneeweiße Ente fortlebt, entspricht auch dem Motiv der Schwanenjungfrau (AaTh 400). Ertrunkene der altnordischen Sage kehren nachts mit nassen Kleidern heim ans Feuer, „Eyerb. Saga S. 274. 276“. Jacob Grimms Handschrift die goldne Ente nach Sagen der böhmischen Vorzeit steht schon 1810 in Grimms handschriftlicher Urfassung.

## Interpretation
Falsche Braut und Stiefmutter stellen tiefenpsychologisch Schattengestalten dar, die das wahre Selbst verdrängen. Hedwig von Beit bemerkt, dass Bruder Reginer hier als Stallknecht ebenfalls Schatten des Königs (des Animus) ist (wie Tierhelfer in KHM 17, 57, 60, 62, 85, 89, 126, 169, 191, 16a, 74a, 104a).
Laut Psychiater Wolfdietrich Siegmund setzen wir uns hier auseinander mit dem Anruf des Schönen und des Hässlichen.